# Rubén Suárez Canoniero
Rubén Suárez Canoniero (Fray Bentos, 11 de agosto de 1937 - Montevideo, 9 de septiembre de 2008) fue músico, arreglador de coros, director de coro y pianista destacado en Uruguay y la región. Sus arreglos corales forman parte de los repertorios de numerosas agrupaciones corales de toda Latinoamérica

## Carrera
Estudió Piano con los profesores Laura Porro Garcén, René Fernández, José María Martino Rodas y Hugo Balzo.
En la escuela municipal de música estudió Armonía con Vicente Ascone y Análisis Musical e Investigación de Folklore con Lauro Ayestarán. Estudió dictado musical, teoría de la música, canto e impostación con Nelba Barceló. Obtuvo el título de Maestro 1.er. grado de educación primaria y profesor Graduado de Educación Musical de enseñanza secundaria.
Por medio de Concurso de Méritos, en el que alcanzó el Primer Lugar, obtuvo los cargos de Profesor de Dirección de Coros, Impostación y Solfeo en el Instituto de Profesores Artigas (IPA) en 1986. Obtuvo también por este medio el cargo de Pianista Acompañante de los Institutos Normales de Montevideo.
El Consejo de Educación Secundaria editó varias de sus obras y arreglos corales que fueron incorporados a repertorios de coros liceales, municipales y vocacionales de todo el Uruguay. En 2001 dicho Consejo le otorgó una licencia especial (año sabático) a efectos de escribir dos álbumes de canciones propias y de otros autores uruguayos y latinoamericanos arregladas para coro en distintos niveles.
Participó en varios seminarios de Dirección Coral, Impostación, Estilo, Metodología Coral y otros, con prestigiosos maestros de Argentina, Bélgica, Brasil, Estados Unidos, Israel, Lituania y Uruguay.
En sus últimos tiempos continuó dirigiendo la Agrupación Coral Siglo Veintiuno (A.C.S.V.), que él mismo fundó el 25 de agosto de 1985; también el coro polifónico del Club Soriano (que hoy en día lleva su nombre).
Además dirigió el coro de padres y exalumnos del colegio La Mennais por varios años.
Se desempeñó como pianista acompañante por más de 15 años en la Escuela y Liceo Elbio Fernández junto a la profesora Susana de los Santos.
Sus coros han tenido la oportunidad de participar de varios encuentros en todo Uruguay y la región.